# The Darkness - Batman
Pour les articles homonymes, voir Darkness.
The Darkness - Batman est un comics américain mettant en scène Batman, personnage de DC Comics, et The Darkness, personnage de Top Cow. Ce cross-over est réalisé par Scott Lobdell et Jeph Loeb au scénario, Marc Silvestri, David Finch et Clarence Lansang  au dessin.

## Synopsis
Jackie Estacado, un criminel possesseur du pouvoir de The Darkness, se rend à Gotham avec son oncle pour prendre le contrôle de la pègre. Il va se heurter à Batman.

## Personnages
- Batman/Bruce Wayne
- The Darkness

## Éditions
- 1999 : The Darkness/Batman (DC Comics)
- 1999 : The Darkness/Batman (Semic, Collection Batman Hors Série).